# Eleutherodactylus maurus
Espèce
Synonymes
- Tomodactylus fuscus Davis & Dixon, 1955 nec Lynn & Dent, 1943

Statut de conservation UICN

 VU  : Vulnérable
Eleutherodactylus maurus est une espèce d'amphibiens de la famille des Eleutherodactylidae.

## Répartition
Cette espèce est endémique du Mexique. Elle se rencontre dans les États du Michoacán et de Morelos.

## Publications originales
- Davis & Dixon, 1955 : Notes on Mexican toads of the genus Tomodactylus with the descriptions of two new species. Herpetologica, vol. 11, p. 154-160.
- Hedges, 1989 : Evolution and biogeography of West Indian frogs of the genus Eleutherodactylus : slow-evolving loci and the major groups. Biogeography of the West Indies. Past, Present and Future, p. 305–370 (texte intégral).